# Ricardo Vaca Berdayes
Ricardo Vaca Berdayes (Madrid, 3 de abril de 1954) Profesor Universitario y Presidente Fundador de la consultora audiovisual y digital Barlovento Comunicación.

## Trayectoria profesional
Es Doctor en Ciencias de la Comunicación por la Universidad CEU San Pablo desde el 2009 y licenciado en Ciencias de la Información en la Universidad Complutense de Madrid (1977).
El 24 de enero de 1977 dirigió el programa informativo “TIEMPO DE DIÁLOGO” que se emitió en numerosas radios en toda España como Radio España de Barcelona y Cadena Catalana (en sus emisoras de Lérida y Gerona). También se emitió en Radio Zaragoza, Radio Coruña, Radio León, Radio Elche, Radio Toledo, Radio Almería, Radio Antequera y Radio Vilanova y la Geltrú pertenecientes entonces a la Cadena SER. En su primera emisión contó con la presencia de Jordi Pujol y sucesivamente con otros líderes del inicio de la transición política democrática. El programa, al igual que sucedió con otras emisoras en España, fue suspendido en marzo de ese mismo año por orden del Ministerio de Información y Turismo que impuso la obligación de conectar siempre con Radio Nacional de España.
Fue director de las emisoras Radio Ciudad Real, Radio Toledo y Radio Triana (Sevilla) entre 1977 y 1983.
Entre 1983 y 1987 dirigió la Regional de Andalucía C.R. hasta convertirse en el director general de la Cadena Rato en 1987. Posteriormente, en el año 1990, fue nombrado primer director general de Onda Cero.
En 1991 da el salto a la televisión como director de Expansión, Gabinete Técnico, Análisis y Comunicación en Antena 3. Entre 1996 y 1998 fue director de Marketing y Comunicación de Audiovisual Sport. 
Desde 1998 y hasta el 2008 colaboró diariamente con el periódico La Razón comentando sobre sociología de la televisión en una sección llamada ‘El Ojo Digital’ con el seudónimo “De la Mirándola”.
En octubre de 1998 fundó la consultora audiovisual y digital Barlovento Comunicación, empresa de la cual es presidente ejecutivo desde sus inicios. A lo largo de estos años, Barlovento Comunicación ha ofrecido servicios de consultoría a más de 350 empresas nacionales e internacionales con gran relevancia en el sector audiovisual.
Desde febrero de 2016 preside la sociedad ETIQMEDIA, empresa de Inteligencia Artificial al servicio del contenido audiovisual.
Desde febrero de 2024 preside la sociedad tecnológica COMPUTER VISION SOLUTIONS, empresa de Análisis de Imagen en Tiempo Real para el Control de Espacios Logísticos y de Producción.
Como especialista en el sector, durante su trayectoria profesional, ha pertenecido a diferentes asociaciones entre las que destaca como Académico Fundador de la Academia de las Ciencias y las Artes de Televisión de España, en 1997.
Entre los años 1999 y 2002 fue miembro de la Junta Directiva de la Academia de la Televisión en la Presidencia de Antonio Mercero e Ignacio Salas. Además de miembro de la Asociación de la Prensa de Madrid.
Durante los años 1989 y 1990 fue vicepresidente de la Asociación Española de Radiodifusión Comercial (AERC).
En su labor docente, ha sido profesor de las asignaturas: “Empresa de Radio y Televisión” en la Universidad Complutense de Madrid (1997-1998), “Investigación de Audiencias” (2001-2012) en la Universidad CEU San Pablo y “Estructura del Sistema Audiovisual” (2010-actualidad) también en la Universidad CEU San Pablo.
En el año 2012 alcanza la titulación de Profesor Contratado Doctor por parte de ANECA (Agencia Nacional de Evaluación de la Calidad y Acreditación).
En octubre de 2019 fue nombrado Profesor Emérito Extraordinario de la Universidad CEU San Pablo.
El 17 de abril de 2024 se ha inaugurado el Aula Empresarial el CEU -AULA BARLOVENTO COMUNICACIÓN en la Facultad de Humanidades y Ciencias de la Comunicación de la Universidad CEU San Pablo con la presencia de la Rectora de la Universidad Rosa María Visiedo y el Decano de la Facultad  Pablo Velasco Quintana y Ricardo Vaca Berdayes, presidente de Barlovento Comunicación,  consultora audiovisual y digital, que está cumpliendo su 25 aniversario (1999-2024), junto a otros profesores y profesionales de ambas sociedades y alumnos de la facultad.

## Publicaciones

### Libros
- Quién manda en el mando. Comportamiento de los espectadores ante la televisión” (Editorial Visor, 1997).
- El Ojo Digital. Audiencias 1 (Fundación Ex Libris, 2004).
- El Ojo Digital. Audiencias 2 (Fundación Ex Libris, 2006).
- El puzzle de la audiencia televisiva (Fundación Ex Libris 2009).
- El perfil de la audiencia de Cuatro y La Sexta: 2005-2008  (Fundación Ex Libris, 2010).
- Televisión, pantallas y convergencia digital. El Consumo clave de bóveda de la Industria Audiovisual. Fundación Universitaria San Pablo CEU. Lección Magistral. 2015.

### Colaboraciones en obras colectivas
- Hacia un nuevo concepto de televisión (RTV Valenciana, 1997).
- La nueva era de la televisión, coordinado por Eduardo García Matilla (Academia de TV, 2001).
- La televisión en tiempos de guerra, coordinado por Paco Lobatón (Gedisa, 2002).
- El debate de los Debates 2008 (Academia de TV, 2009).
- Televisión pública: transformación, financiación y democracia, coordinado por Alex Aranzábal Mínguez (Editorial Hariadna, 2012).
- Modelos de convergencia de medios en España I: Digitalización, concentración y nuevos soportes, coordinado por José María Legorburu Hortelano (CEU Ediciones, 2013).

## Premios y reconocimientos
- En 1981 recibe el Diploma a la mejor labor radiofónica  por las emisoras de Radio Toledo y Radio Tajo.
- En 1990 es premiado con el Micrófono de Oro de la Asociación de Profesionales de Radio y Televisión.
- Antena de Oro por su aportación al Estudio y Análisis de la Industria y Empresa de Televisión con motivo de la publicación del libro “Quién manda en el mando. Comportamiento de los espectadores ante la televisión” (1998).
- En 2006 recibe el Premio Talento de la Academia de las Ciencias y las Artes de Televisión de España.[6]